# Philip Ludwell
Philip Ludwell (* um 1638 in Bruton, Somerset, England; † um 1716 in London, England)  war ein englischer Kolonialgouverneur der Province of Carolina. 

## Lebenslauf
Über die Jugend und Schulausbildung von Philip Ludwell ist nichts überliefert. Um das Jahr 1660 kam er in die damalige englische Kolonie Virginia, wo sein älterer Bruder Thomas Ludwell Mitglied des kolonialen Regierungsrats (Council) war. Möglicherweise waren die beiden Brüder Cousins des damaligen dortigen Gouverneurs William Berkeley. Im Jahr 1675 wurde Philip auch in den Regierungsrat berufen. Außerdem war er Oberst der kolonialen Miliz. In dieser Eigenschaft war er an der Niederschlagung der Bacon’s Rebellion und an den folgenden Prozessen gegen die Rebellen beteiligt. Dabei verteidigte er das umstrittene harte Vorgehen von Gouverneur Berkeley. Nach Streitigkeiten mit Berkeleys Nachfolger, Herbert Jeffreys, wurde Ludwell aus dem Regierungsrat ausgeschlossen. Aus diesem Grunde durfte er im Jahr 1688 auch ein Mandat im kolonialen Parlament, dem House of Burgesses, nicht antreten. Stattdessen ging er nach London, wo er die Argumente des Parlaments gegen den damaligen Gouverneur Francis Howard vertrat. 
In London wurde er auch zum neuen kolonialen Gouverneur des nördlichen Teils der Province of Carolina, dem späteren US-Staat North Carolina ernannt. Dort löste er 1690 den abgesetzten korrupten und skandalumwitterten Seth Sothel ab. Allerdings musste er sich gegen John Gibbs, einen ebenfalls aus Virginia kommenden Landbesitzer durchsetzen, der für sich das Amt des Gouverneurs beanspruchte. In London wurde schließlich Ludwell als Gouverneur bestätigt. Dieser wurde im Jahr 1692 auch zum Gouverneur des südlichen Teils der Province of Carolina, dem späteren US-Staat South Carolina ernannt. Damit war die gesamte Provinz unter einem Gouverneur vereint. Auch im Süden wurde er Nachfolger von Sothel, der es trotz seiner Vergehen im Norden, geschafft hatte das Gouverneursamt im Südteil zu gewinnen, und dort mit seinen kriminellen Machenschaften bis zu seiner Absetzung weiter gemacht hatte. Ludwell übte das Amt des Gouverneurs bis 1693 aus und kehrte dann nach Virginia zurück, wo er nun doch Mitglied des kolonialen Parlaments wurde. In den Jahren 1695 und 1696 war er dessen Präsident. Um das Jahr 1700 kehrte er nach England zurück. Er war zwei Mal verheiratet. Seine zweite Frau Francis war die Witwe des ehemaligen Virginia Gouverneurs William Berkeley. 